# De Oversteek (brug)

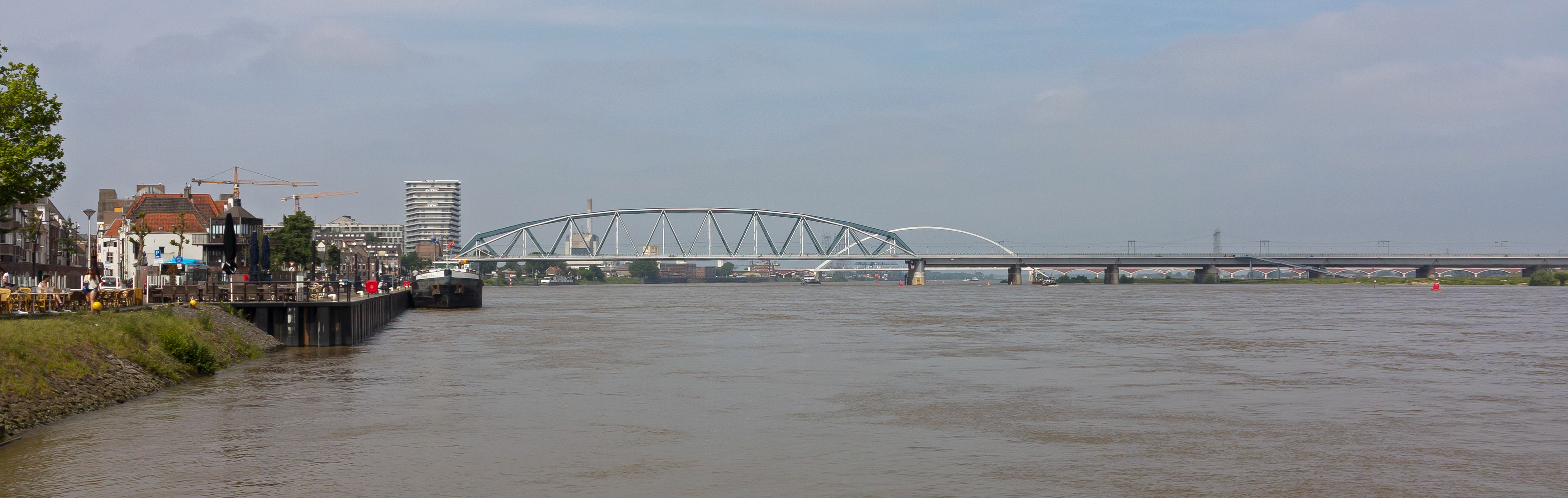
Nijmegen, de spoorbrug en de Oversteek

De Oversteek, ook wel Stadsbrug genoemd, is een brug voor het autoverkeer over de Waal, te Nijmegen. De weg over de brug draagt sinds 2016 de naam Generaal James Gavinsingel. De oeververbinding is in november 2013 geopend en ligt ten westen van de twee bestaande Nijmeegse bruggen. Aan de zuidkant sluit de brug aan op de Verlengde Energieweg, aan de noordkant op de Graaf Alardsingel.
De Oversteek maakt deel uit van de nieuwe stadsroute S100 die voltooid was toen op 24 november 2013 de brug opengesteld werd voor het verkeer.

## Geschiedenis en bouw
De bouw van de brug werd noodzakelijk geacht om de uit 1936 stammende Waalbrug aan de oostzijde van de stad te ontlasten. Deze noodzaak is mede ontstaan door de bouw van de Waalsprong, een grote nieuwbouwwijk aan de noordkant van de Waal.
Er was verzet tegen het bouwen van de brug, met name vanuit de Vereniging Leefmilieu. Men was bang dat er veel regionaal verkeer gebruik van zou gaan maken dat tot dan toe vooral over de Tacitusbrug in de A50 tussen knooppunt Ewijk en knooppunt Valburg ging. De voorstanders droegen aan dat het verkeer in de binnenstad ontlast zou worden en de files voor de oude Waalbrug zouden afnemen. De capaciteit van de A50 werd vergroot omdat in 2005 ook was besloten om daar een tweede brug te bouwen naast de bestaande.
De kosten voor de bouw van de brug werden geraamd op 260 miljoen euro, waarvan het Rijk maximaal 70 miljoen euro bijdroeg. Daarnaast zegde het Rijk 90 miljoen euro toe om de te verwachten verkeersoverlast te kunnen opvangen die ontstond door de eerder genoemde ingrepen in de Waalbocht. Ook dit bedrag werd ingezet voor de nieuwe stadsbrug.
De totale bouwtijd van de brug bedroeg ruim 2,5 jaar; het totaal aantal mensen dat aan de brug heeft gewerkt is 2100; ze waren afkomstig uit 22 landen.
Het plan was om in 2009 met de bouw van de brug te starten, maar het werd begin 2011. In april 2013 werd het hoofddeel van De Oversteek ingevaren en op 23 november van dat jaar is de brug officieel geopend. Dat gebeurde door oud-generaal Ben Bouman die als enige Nederlander deelnam aan de oversteek in de oorlog en de Amerikaanse veteraan Francis Keefe.

## Ontwerp
De opdrachtgever, de Gemeente Nijmegen, schreef vier ontwerpcriteria in een ambitiedocument (contextuele inbedding, samenhang in het bestaande en toekomstige beeld, een kunstwerk en gebaar en aandacht voor de gebruiks- en belevingswaarde) en een budget van 140 miljoen euro. Dit gaf de ontwerpers veel vrijheid om bijvoorbeeld het type brug te kiezen. De uiteindelijk gekozen boogbrug was dus geen harde eis vanuit de opdrachtgever. Tijdens het ontwerpproces bleek echter dat de alternatieve types liggerbrug, tuibrug, hangbrug en vakwerkbrug niet opwogen tegen de voordelen van een boogbrug met deze overspanningslengte. Doordat er een enkelvoudige boog is gebruikt in plaats van een dubbele boog, is het minder zichtbaar dat de brug de rivier onder een hoek overspant en er niet haaks op staat.
Een belangrijke ontwerpoverweging was de verhouding tot de nabijgelegen Waalbrug, een vergelijkbaar uiterlijk was esthetisch gezien wenselijk. De bakstenen zijkanten van de aanbruggen zijn een verwijzing naar de architecturale traditie van baksteengebruik in Nijmegen. Om de brug als 'stadsbrug' te laten functioneren, moet de brug onderdeel van de stad worden.
De constructie is uitgevoerd door de combinatie van Max Bögl en BAM Civiel. Het brugontwerp is winnaar van de Nationale Staalprijs 2014.

### Hoofdoverspanning
De hoofdoverspanning is uitgevoerd als een boogbrug met trekband. De hangers maken dit tevens een netwerkboogbrug. Deze hangerconfiguratie waarbij de hangers elkaar diagonaal meerdere keren kruisen, zorgt voor een efficiënte krachtwerking. De overspanning bestaat uit een enkelvoudige boog, in plaats van een dubbele boog met windverbanden. De redenen hiervoor zijn onder andere materiaalbesparing, minder oppervlakte om te verven en dat er minder detaillering nodig is. Het dek is torsiestijf gemaakt zodat de boog niet voor alle torsiestijfheid hoeft te zorgen en is luchtdicht gemaakt om corrosie te voorkomen. Op de brug zijn er 4 normale rijstroken, een vluchtstrook, een 4 meter breed voet- en fietspad en is er ruimte gereserveerd voor een extra rijstrook voor bijvoorbeeld openbaar vervoer. De maximumsnelheid is 50 km/u.

### Pijlers
Een belangrijke ontwerpcriterium was dat de brug het waterniveau niet mocht laten stijgen met meer dan 1 millimeter. Daarvoor moesten de brugpijlers gestroomlijnd worden gemaakt, om de waterstroom niet te veel te verstoren. De pijlers zijn zo geplaatst dat de volledige breedte van de vaargeul gebruikt kan worden.

### Aanbruggen
In een vroege fase van het ontwerp was het plan om de aanbruggen van staal te maken. Dit bleek echter te veel geld te kosten, daarom is er voor beton als constructiemateriaal gekozen. De aanbruggen bestaan uit meerdere bogen, dit is onder andere een referentie naar de Waalbrug die eenzelfde soort principe heeft. Door gebruik te maken van bogen, waren er geen dilatatievoegen nodig, de bogen kunnen in verticale richting uitzetten en krimpen door temperatuurschommelingen. De zijkanten van de aanbruggen zijn gemaakt van metselwerk, onder andere om flexibel genoeg te zijn de verticale vervormingen door temperatuurschommelingen op te kunnen vangen. De zuidelijke toerit is 170 meter, de zuidelijke aanbrug is 230 meter. De noordelijke toerit is 300 meter, de noordelijke aanbrug is 680 meter. De aanbruggen zijn gefundeerd op 900 palen en bestaan uit 20 bogen met overspanningen van 42,50 meter, continu verbonden. Verder is er 50.000 m3 beton en 40,000 m3 lichtgewicht beton gebruikt, met daarin 10.000 ton wapeningsstaal.

## Herinnering Waaloversteek 1944
Ter herinnering aan de Waaloversteek in 1944 door leden van het US Army 504th Parachute Infantry Regiment (PIR) van de 82nd Airborne Division draagt de brug en de weg eroverheen de naam 'De Oversteek' (Eng: The Crossing). Deze naam werd door de gemeenteraad in juni 2009 officieel vastgesteld. Bij de opening waren twee veteranen uit de Tweede Wereldoorlog aanwezig, alsmede nabestaanden van de bij de actie gesneuvelde 48 militairen.
Als eerbetoon aan deze mannen is de brug uitgerust met 48 paren lichtmasten die na het aanschakelen van de stadsverlichting paar na paar van zuid (Nijmegen) naar noord (Lent) aangaan, in het tempo van een trage mars. Dit lichtkunstwerk, genaamd Lights Crossing (overstekende lichten), is bedacht door Atelier Veldwerk. Sinds 19 oktober 2014 loopt, als dagelijks eerbetoon, elke avond bij zonsondergang minimaal een veteraan de zogenoemde Sunset March over de brug tijdens het een voor een ontsteken van de 48 lichten.

## Fotogalerij

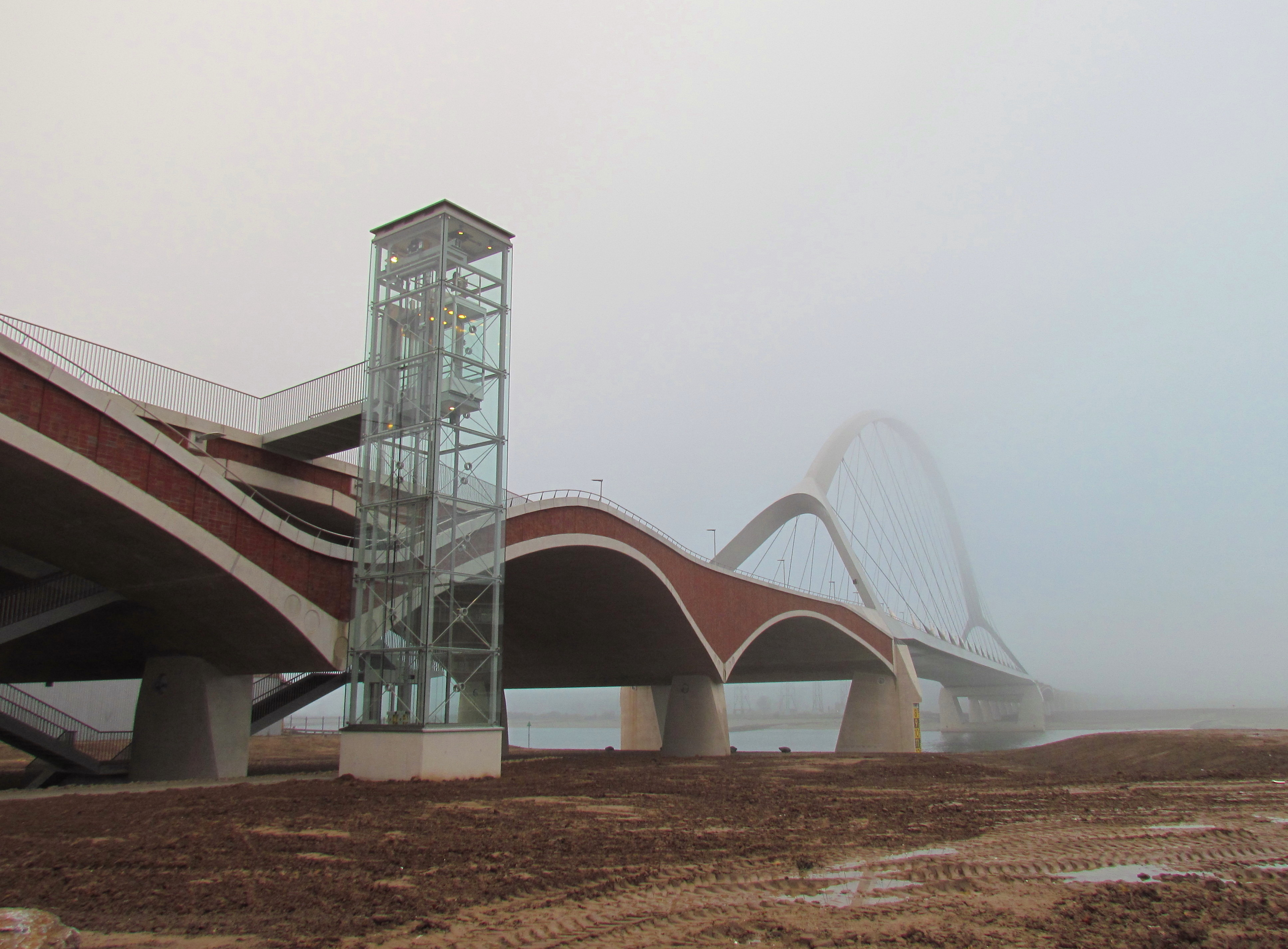
Kort na de opening, december 2013
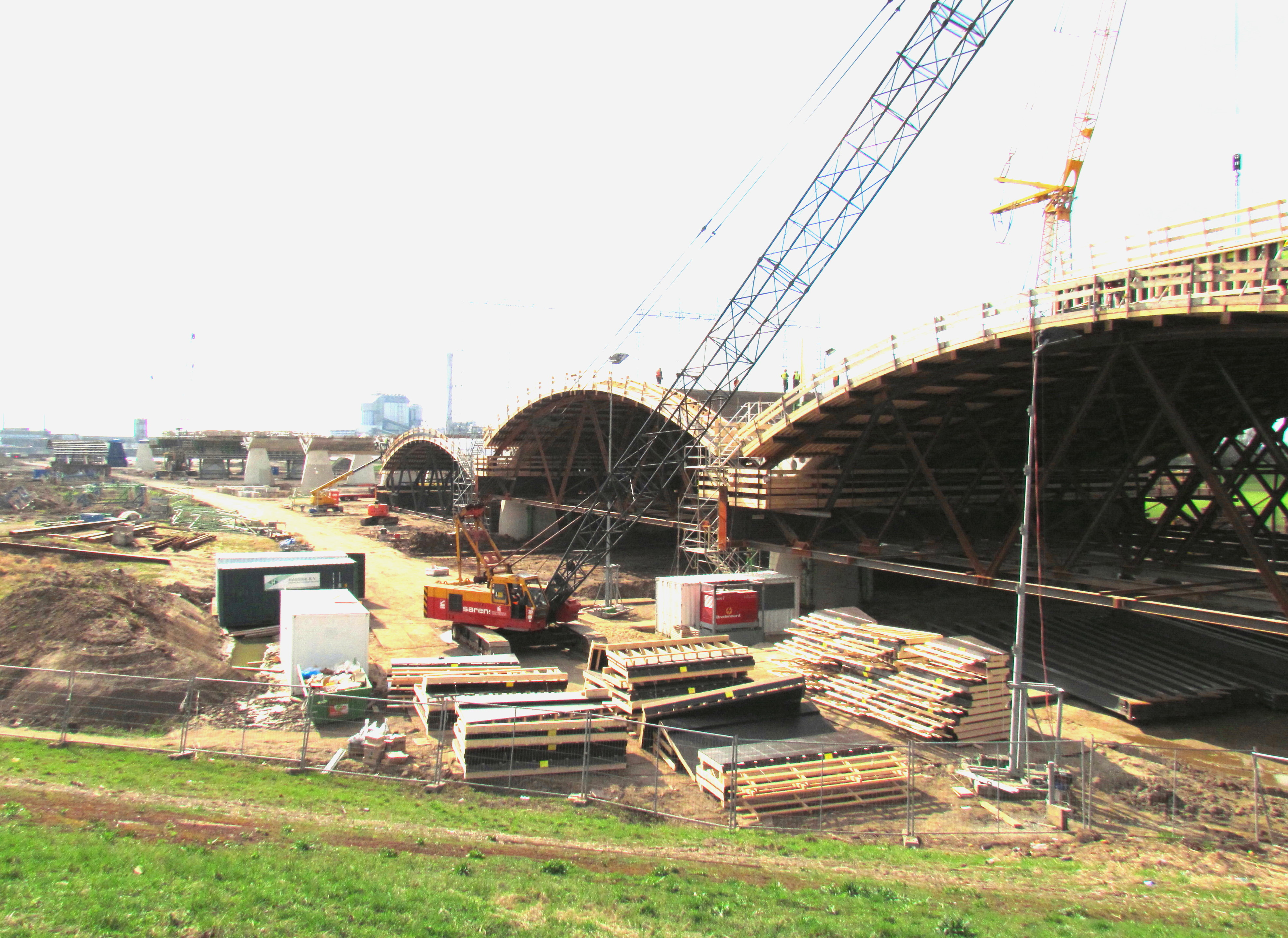
Bouw noordelijk deel De Oversteek, 2012
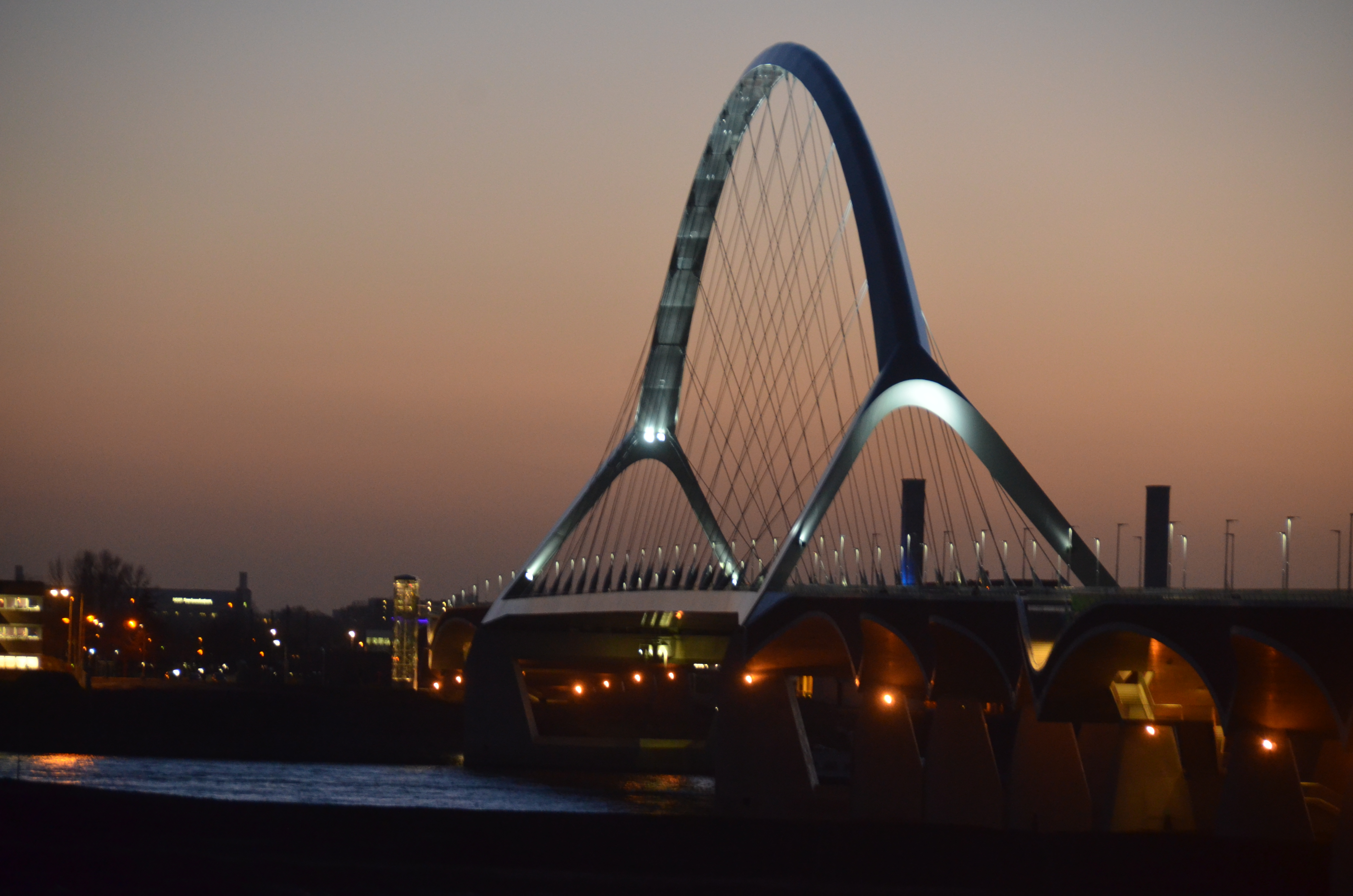
De Oversteek bij zonsondergang.
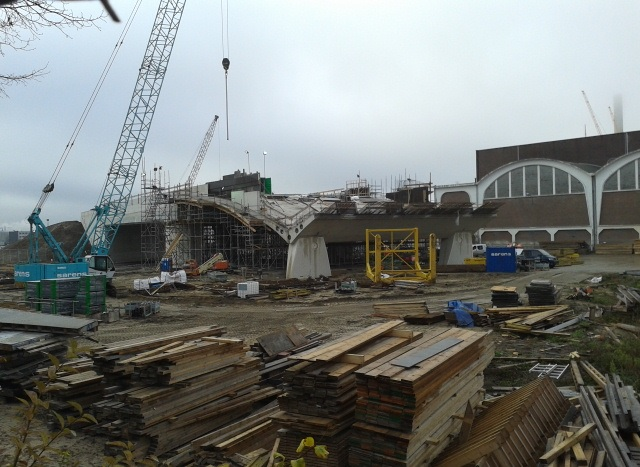
Bouw zuidelijk deel De Oversteek, 2012
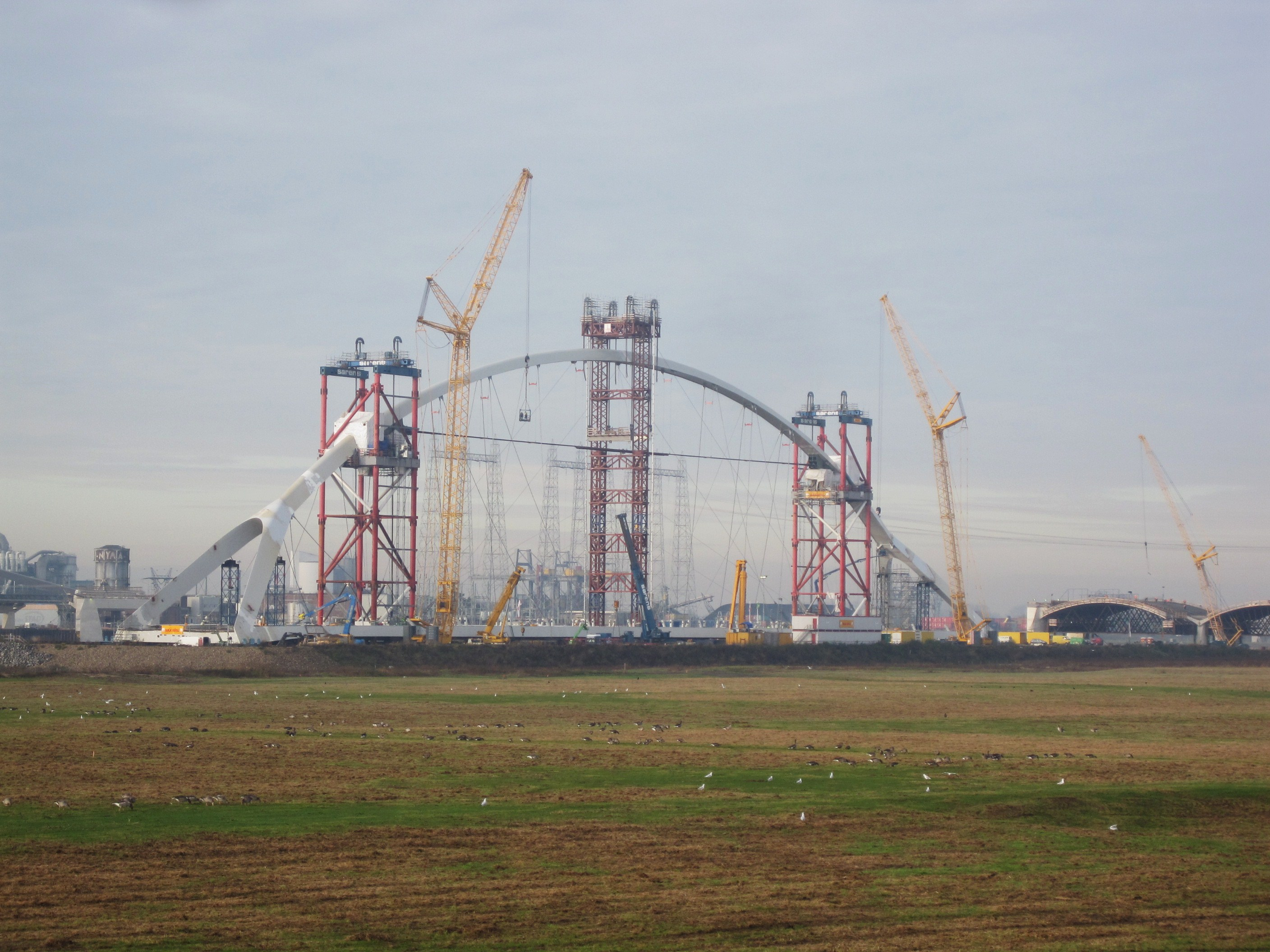
Bouw brugboog De Oversteek, 2012
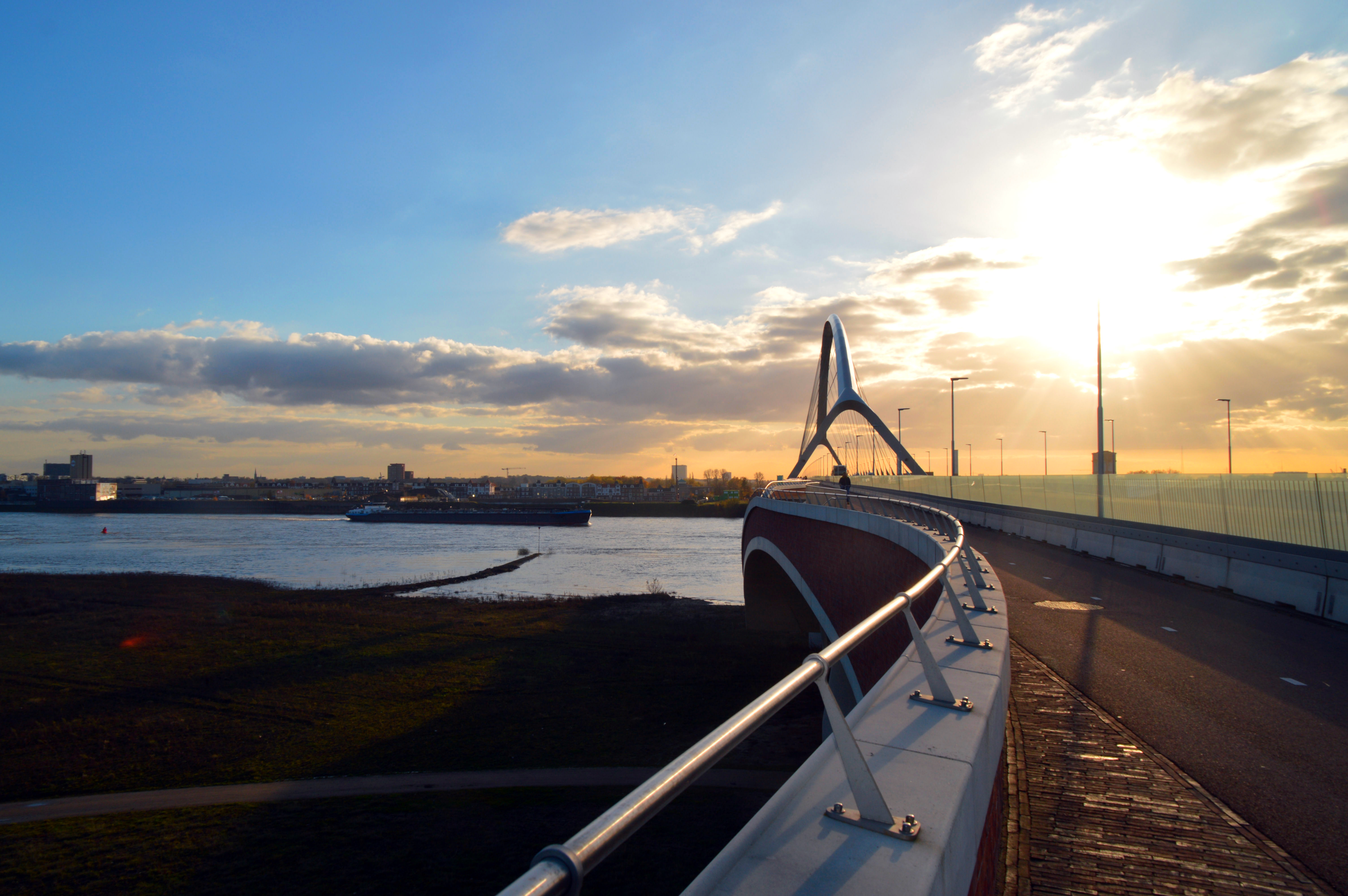
De Oversteek, 2017
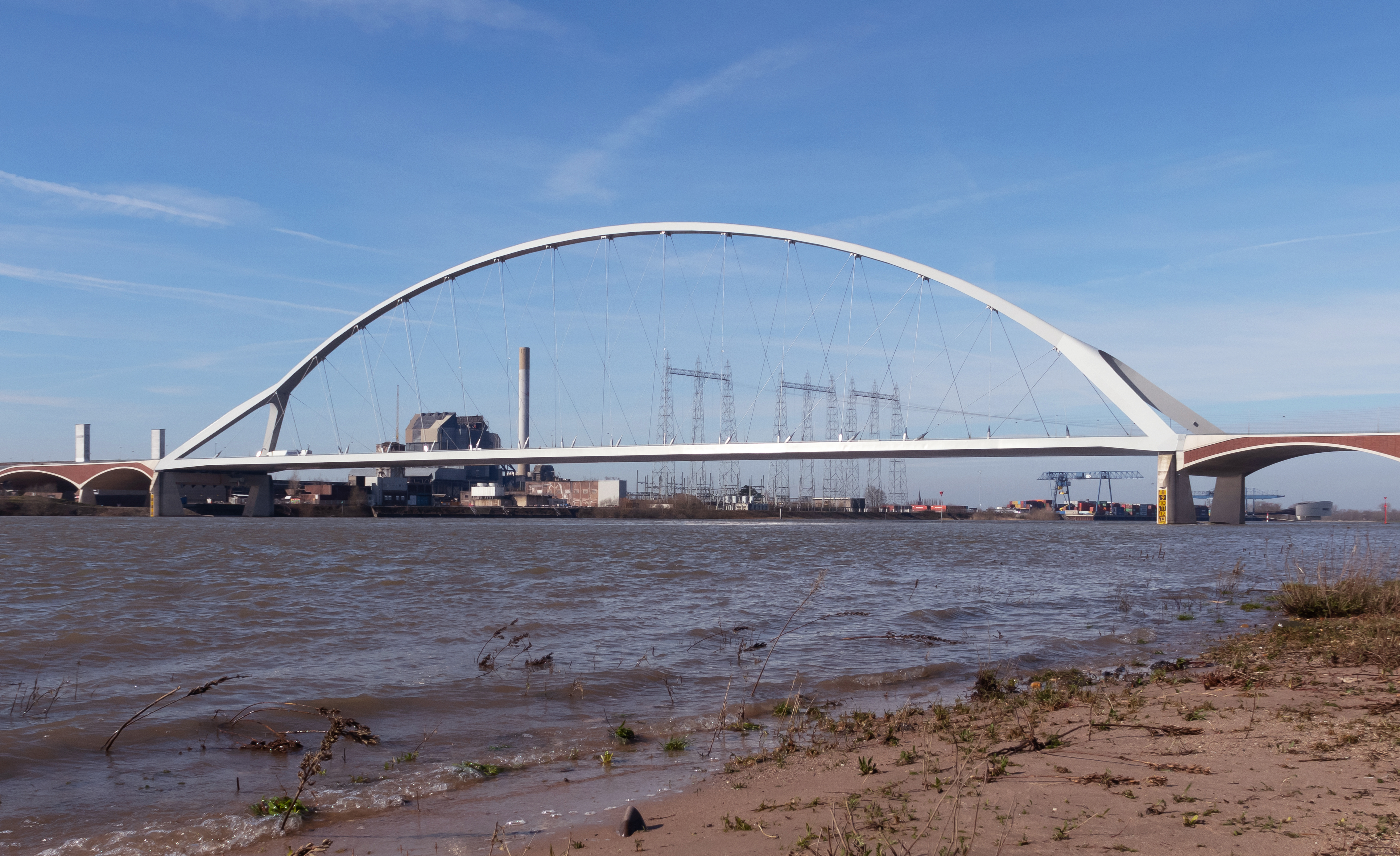
de Oversteek, 2020

## Gelijkvormige bruggen
Een viertal gelijkvormige bruggen zijn de Third Millennium Bridge in Zaragoza, de Nan Fang Ao boogbrug in Taiwan en de Puente de la Barqueta (Schepenbrug) van Sevilla. De Liniebrug bij Nigtevecht is later gebouwd.

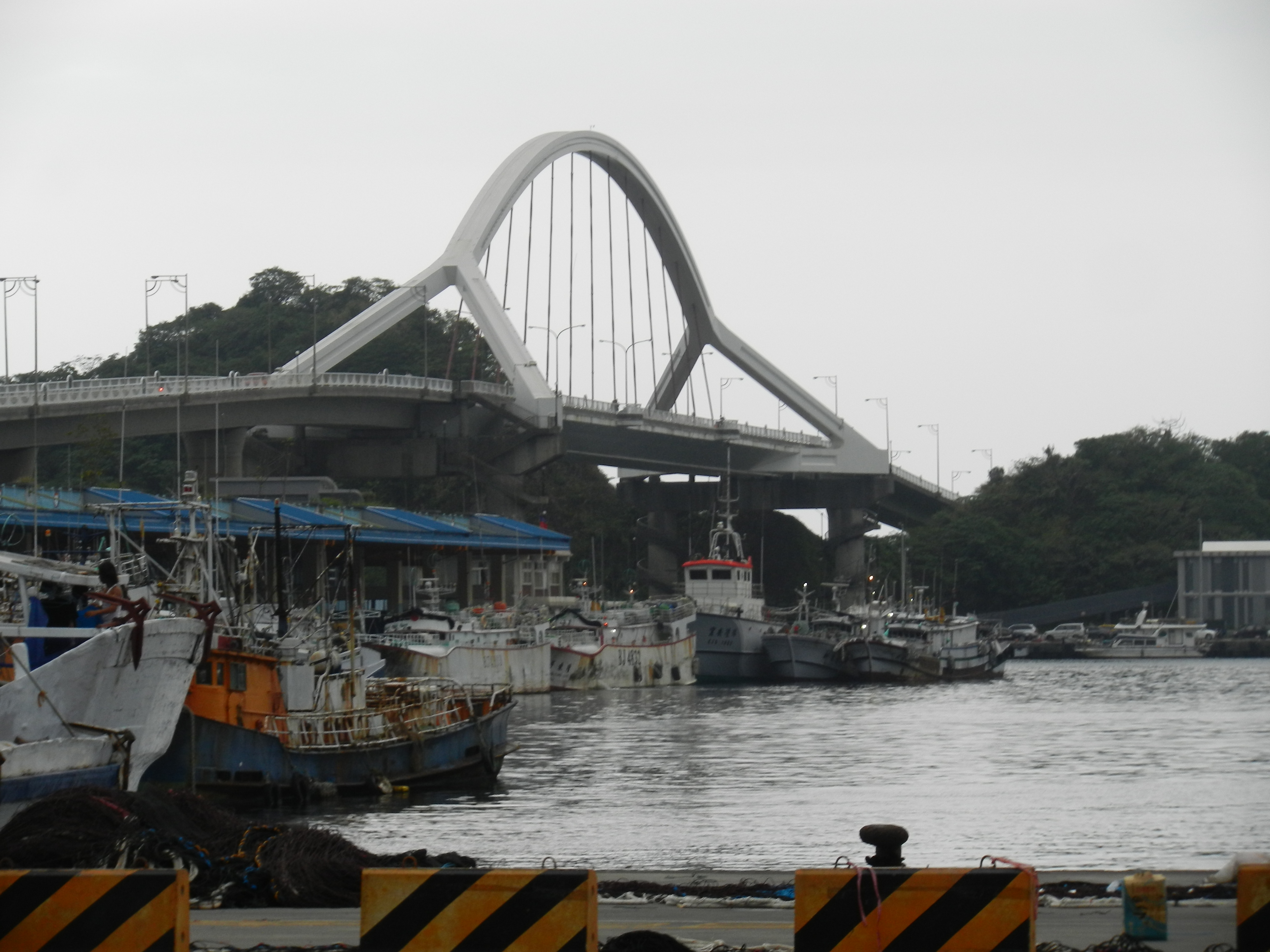
Nan Fang Ao boogbrug in Su'ao, Taiwan, 1998, ingestort op 1 oktober 2019
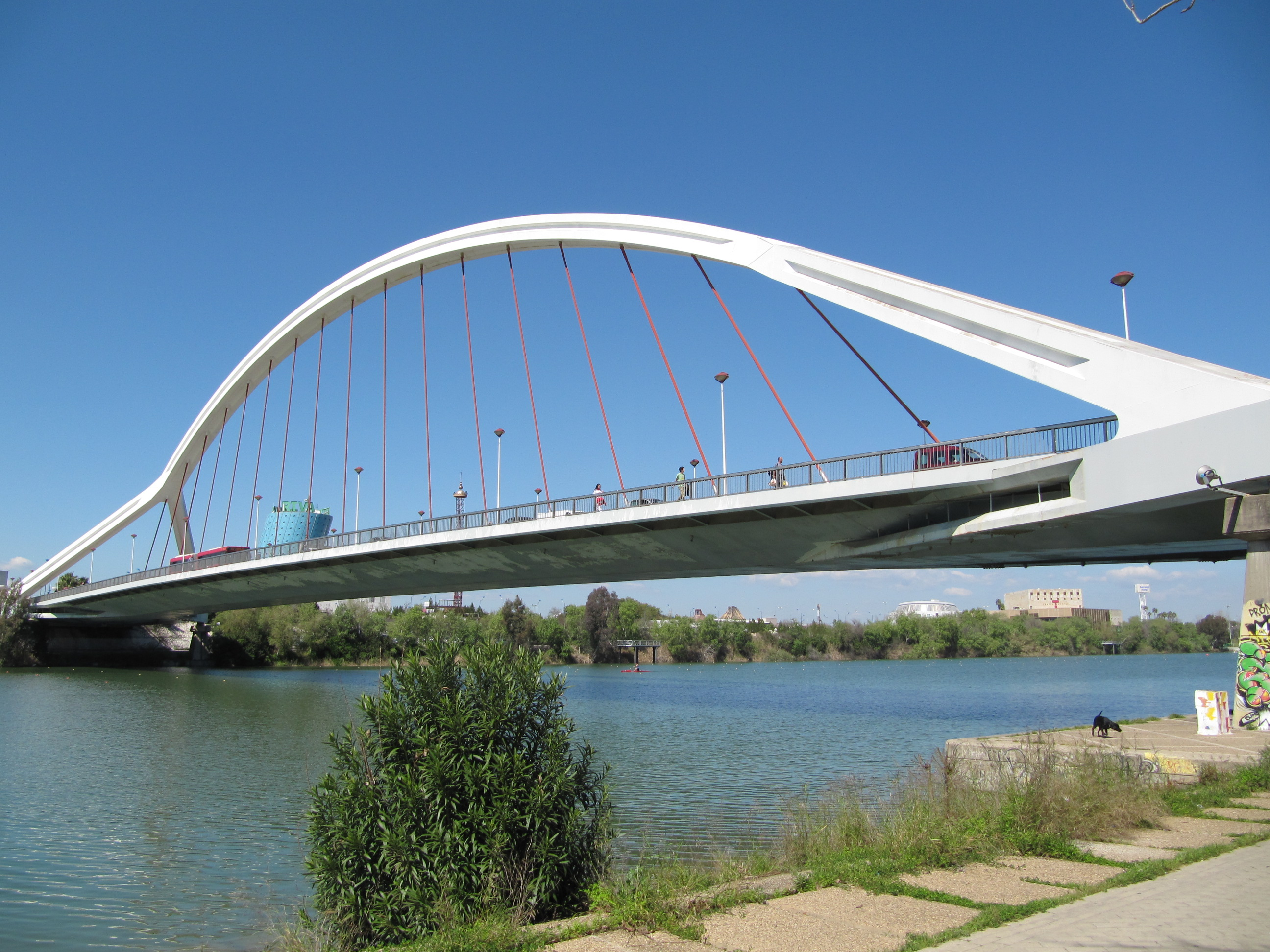
Puente de la Barqueta (Schepenbrug), Sevilla, Spanje, 1992
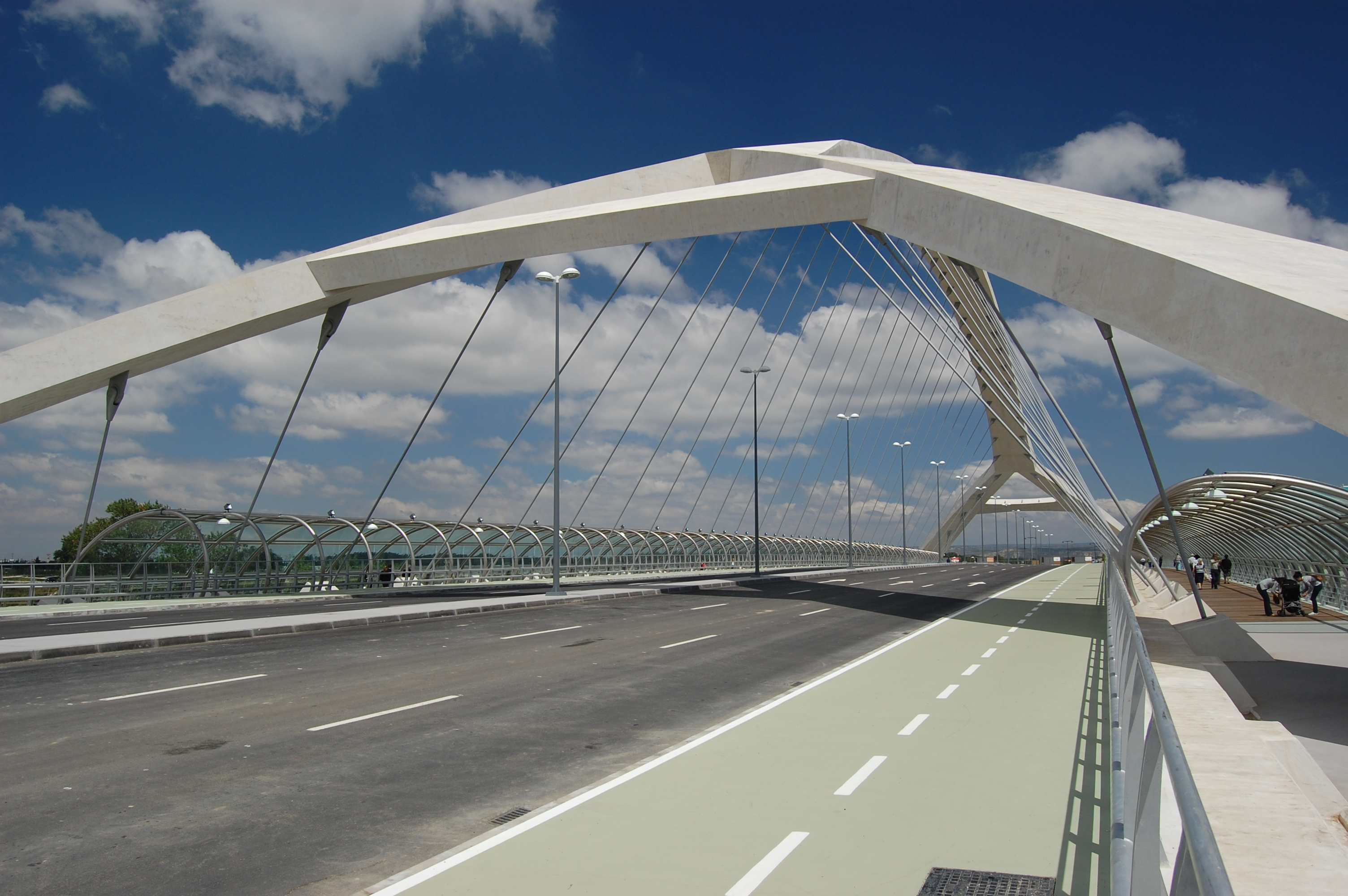
Puente del Tercer Milenio (Derde Millenniumbrug), Zaragoza, Spanje, 2008
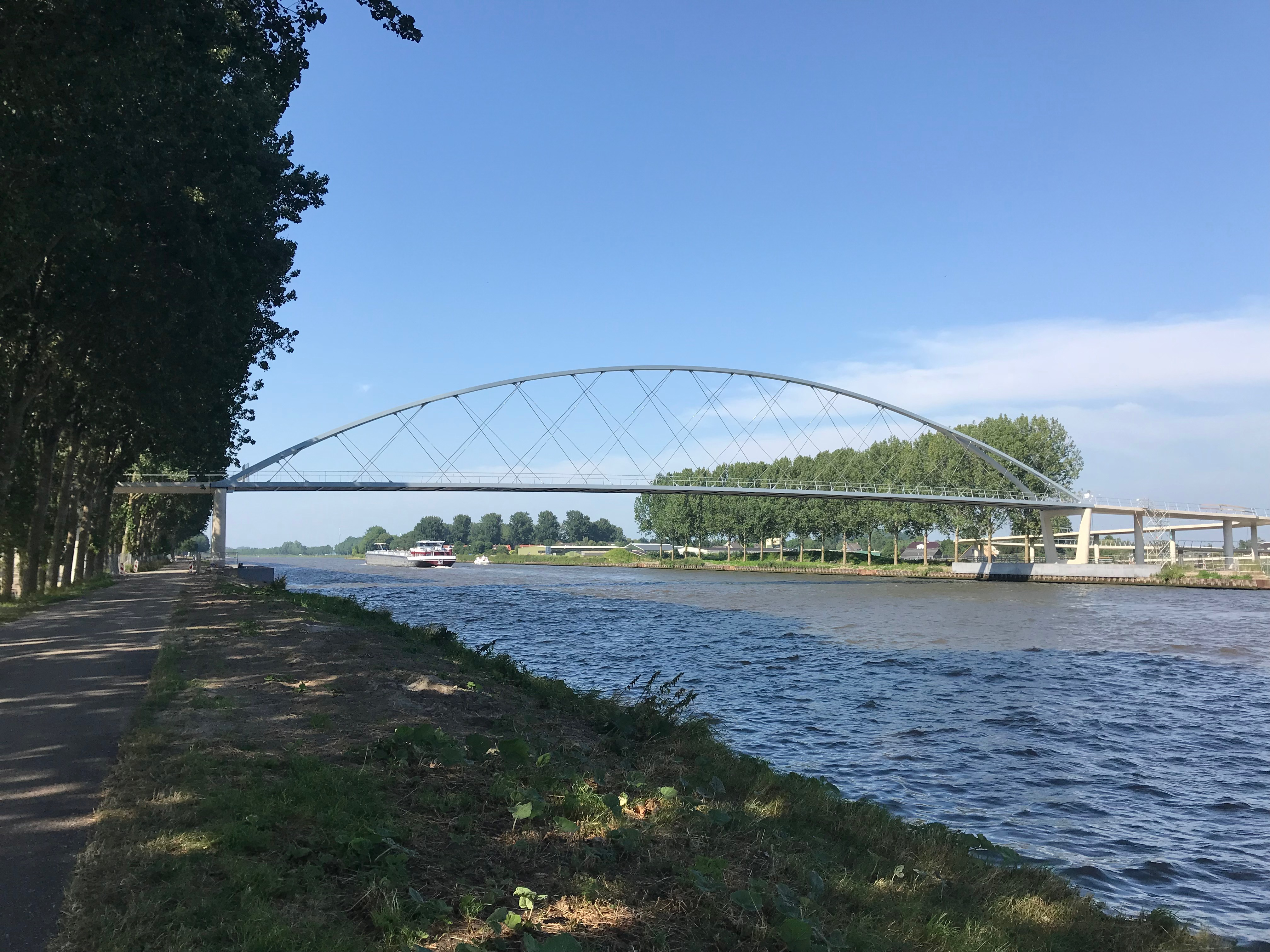
Liniebrug, Nigtevecht, Nederland, 2018